# Lars Edlund (jurist)
Lars Edlund, född 1952, är en svensk jurist. Han var justitieråd i Högsta domstolen 2012–2019.
Lars Edlund avlade juris kandidatexamen vid Uppsala universitet 1976, gjorde tingstjänstgöring 1976–1979 och blev fiskal i Svea hovrätt 1979. Åren 1982–2012 arbetade han på olika advokatbyråer och blev advokat 1985. Han satt i Sveriges Advokatsamfunds styrelse 2003–2010. Edlund var justitieråd i Högsta domstolen 2012–2019.